# Surabaya International
Die Surabaya International (auch  als Surabaya Satellite betitelt) sind offene indonesische internationale Meisterschaften im Badminton. Sie wurden 2005, 2006 und 2007 ausgetragen.

## Austragungsorte
| Jahr | Austragungsort | Datum                             | Vollständige Bezeichnung                                       |
| ---- | -------------- | --------------------------------- | -------------------------------------------------------------- |
| 2005 | Surabaya       | 12. bis 17. September 2005        | JPGG Surabaya Satellite 2005                                   |
| 2006 | Surabaya       | 5. bis 9. September 2006          | JPGG Surabaya Satellite 2006                                   |
| 2007 | Surabaya       | 28. August bis 1. September 2007  | Indonesia Surabaya Challenge 2007                              |
| 2023 | Surabaya       | 17. Oktober bis 22. Oktober 2023  | XPORA Indonesia International Challenge 2023 (Surabaya)        |
| 2024 | Surabaya       | 2 2. Oktober bis 27. Oktober 2024 | WONDR by BNI Indonesia International Challenge 2024 (Surabaya) |

## Die Sieger
| Jahr | Herreneinzel   | Dameneinzel            | Herrendoppel                                      | Damendoppel                                     | Mixed                                           |
| ---- | -------------- | ---------------------- | ------------------------------------------------- | ----------------------------------------------- | ----------------------------------------------- |
| 2005 | Park Sung-hwan | Maria Kristin Yulianti | Bambang Suprianto Tri Kusharyanto                 | Ha Jung-eun Kim Min-jung                        | Bambang Suprianto Minarti Timur                 |
| 2006 | Jeffer Rosobin | Maria Kristin Yulianti | Ade Lukas Rian Sukmawan                           | Meiliana Jauhari Purwati                        | Tri Kusharyanto Minarti Timur                   |
| 2007 | Hong Ji-hoon   | Chiu Yi-ju             | Yonathan Suryatama Dasuki Rian Sukmawan           | Meiliana Jauhari Shendy Puspa Irawati           | Tontowi Ahmad Yulianti CJ                       |
| 2023 | Sholeh Aidil   | Sim Yu-jin             | Kenya Mitsuhashi Hiroki Okamura                   | Laksika Kanlaha Phataimas Muenwong              | Hiroki Nishi Akari Sato                         |
| 2024 | Koo Takahashi  | Yataweemin Ketklieng   | Rahmat Hidayat Yeremia Erich Yoche Yacob Rambitan | Lanny Tria Mayasari Siti Fadia Silva Ramadhanti | Lanny Tria Mayasari Siti Fadia Silva Ramadhanti |